# Церква Різдва Пресвятої Богородиці (Івачів)
Церква Різдва Пресвятої Богородиці в Івачеві — парафія і храм греко-католицької громади Зборівського деканату Тернопільсько-Зборівської архієпархії Української греко-католицької церкви в селі Івачів Тернопільського району Тернопільської области.

## Історія церкви
Парафія відновила свою діяльність у лоні УГКЦ у 1990 році.
Під час Другої світової війни згоріла стара дерев'яна церква. Віряни перебудували приміщення пробства на храм, який діє з 1950-х років.
У радянський період храм не закривали, хоча влада намагалася це зробити. Парафія була знята з реєстрації, але віряни відстояли свою церкву.
Парафія діяла в лоні УГКЦ до 1946 року, а потім з 1946 по 1990 рік належала до РПЦ.
У травні 2009 року парафію відвідав владика Василій Семенюк.
При парафії діє спільнота «Матері в молитві». Парафія має у власності проборство.
На початку села, з боку Львівської області, встановлено хрест, присвячений другій річниці незалежності України. У селі є дев'ять хрестів місцевого парафіяльного значення, встановлених за кошти вірян. Біля джерела стоїть фігура на честь скасування панщини у 1848 році.

## Парохи
- о. Іван Городиловський (1930-і — перша половина 1940-х);
- о. Павло Борсук (1983—1990—1995);
- о. Петро Литвинів (1995—1996);
- о. Петро Бугіль (1996—2006);
- о. Віталій Бухта (2006—2009);
- о. Андрій Плавуцький (з 2009).